# Acidonistis fuscobrunnea
Acidonistis fuscobrunnea är en fjärilsart som beskrevs av George Francis Hampson 1895. Acidonistis fuscobrunnea ingår i släktet Acidonistis och familjen nattflyn. Inga underarter finns listade i Catalogue of Life.